# Agía Varvára (Paphos)
Pour les articles homonymes, voir Agia Varvara.
Agía Varvára (grec moderne : Αγία Βαρβάρα) est un village de Chypre de plus de 172 habitants.